# Gora Seck

Gora Seck est un acteur, directeur de casting et professeur de cinéma sénégalais.

## Biographie
Gora Seck est titulaire d’un doctorat en lettres option arts du spectacle. Il enseigne l'esthétique théâtrale et cinématographique à l'université Gaston-Berger à Saint-Louis, au Sénégal,.
Il est Universitaire, Chercheur en Arts à l'UCAD (Université Cheikh Anta Diop de Dakar), Sénégal. Comédien professionnel, Gora SECK a joué dans plusieurs films phares : acteur principal aux côtés de Rokhaya NIANG, Hubert KOUNDÉ, Thierno NDIAYE Dos, dans NDEYSAAN OU LE PRIX DU PARDON (Mansour Sora WADE), CAPITAINE DES TÉNÉBRES (Serge MOATI),.. Réalisateur-Producteur : Les Films de l'Atelier (Dakar) Critique de cinéma. https://africultures.com/personnes/?no=11246
Gora Seck est acteur et directeur de casting. Il met en scène et produit des œuvres cinématographiques et théâtrales pour Les films de l'atelier, dont il est le cogérant. Il consacre ses recherches à l'art oratoire et à la prise de parole en public, au cinéma et au théâtre. 

## Filmographie

### Acteur
2002: Le prix du pardon de Mansour Sora Wade 
2004: Capitaine des ténèbres dans le rôle de Boubakar

### Producteur
2006: Amma les aveugles de Dakar
2008: 7915 Km
2009: Le collier et la perle - lettre d'un père à sa fille
2009: Mame Diarra et compagnie
2010: Les armes de l'émigration
2011: Le goût du Sel
2013: De la rue à l'école (from street to school)
2018: Fiifiiré au pays Cuballo

### Réalisateur
2007: Senghor je me rappelle
2013: Le temps d'une semence

### Scénariste
2000: Kabongo le griot
Le roi est mort, vive le roi

### Technicien
2005: Détectives Dioug's et Taph
2019: Le voyage de Marta de Neus Ballús